# Tomáš Pospíchal
Tomáš Pospíchal (ur. 26 czerwca 1936 w Pudłowie, zm. 21 października 2003 w Pradze), czeski piłkarz, napastnik i trener piłkarski. Srebrny medalista MŚ 62.

## Kariera
Grał w wielu czeskich klubach, najdłużej był zawodnikiem Baníka Ostrawa (1957–1964) i Sparty Praga (1965–1968, mistrzostwo kraju). Łącznie w pierwszej lidze czechosłowackiej rozegrał 239 meczów i zdobył 70 bramek. Grał także we Francji (FC Rouen), gdzie w 1972 zakończył karierę. Jako pierwszy szkoleniowiec prowadził Banik, w 1983 sięgnął z Bohemians ČKD Praha po tytuł mistrza Czechosłowacji. W sezonie 1987/1988 był trenerem Slavii Praga.
W reprezentacji Czechosłowacji zagrał 26 razy i strzelił 8 goli. Debiutował 21 kwietnia 1956 w meczu z Brazylią, ostatni raz zagrał w 1965. Podczas MŚ 62 zagrał w trzech meczach.